# Пропавшая без вести
«Пропавшая без вести» (англ. Missing) — американский художественный скринлайф фильм. Является самостоятельным продолжением фильма «Поиск».

## Сюжет
18-летняя Джун Аллен живет со своей матерью-одиночкой Грейс в пригороде Лос-Анджелеса. Несмотря на близкие отношения, Джун раздражают попытки Грейс контролировать ее жизнь. Когда Грейс отправляется на каникулы в Картахену, Колумбия, со своим парнем Кевином, Джун проводит время на вечеринках и пытается избегать Хизер, подруги Грейс, адвоката по профессии. Неделю спустя Джун ждет свою мать и Кевина в аэропорту Лос-Анджелеса, но они так и не приезжают, а после звонка в отель выясняется, что их багаж еще в отеле. Когда атташе ФБР в американском консульстве не может добиться никаких результатов, Джун решает провести расследование сама, в конечном итоге нанимая Хавьера, колумбийского работника, который выполняет просьбы Джун за небольшую плату.
Джун взламывает пароль к учетной записи Gmail Кевина и обнаруживает несколько псевдонимов и судимость за мошенничество, в результате которого пострадали много женщин из-за денег. Полагая, что Кевин похитил ее мать, Джун просит Хавьера поискать улики относительно их местонахождения в Колумбии. Она отслеживает прошлые перемещения Кевина до места в Неваде, где Джун разговаривает с Джимми, пастором христианского реабилитационного центра для бывших заключенных, который говорит ей, что Кевин исправился и искренне влюблен в Грейс. Профиль Кевина на сайте знакомств, по-видимому, подтверждает это, поскольку прошлые сообщения показывают, что Грейс уже знала о прошлом Кевина. Агент ФБР Элайджа сообщает Джун, что он получил кадры, на которых банда преступников похищает Кевина и Грейс в Колумбии. Джун быстро разоблачает это видео как подделку, поскольку она обнаруживает, что Кевин нанял похожую на Грейс актрису по имени Рэйчел, чтобы та выдавала себя за ее мать, которую похитили по пути в аэропорт Лос-Анджелеса заранее. Выясняется, что в прошлом Грейс носила другое имя, что вызвало в сети предположения о ее личности.
Джун уверена в невиновности своей матери и начинает подозревать Хизер, когда обнаруживает зашифрованную линию связи между ней и Кевином. Джун выясняет отношения с Хизер и намеревается получить доказательства ее правонарушения. Она обнаруживает, что офис Хизер ограбили, а ее компьютер находится в процессе стирания информации. Затем Джун обнаруживает труп Хизер в кладовой. Позже Джун видит прямую трансляцию полицейского рейда в Колумбии. Во время рейда Кевина убивают, несмотря на то что он сдался. По-видимому, оказавшись в тупике, Джун собирается сдаться, но узнает пароль к электронной почте своей матери из старых голосовых сообщений. Проверяя заблокированных пользователей, она находит угрожающее электронное письмо, направленное Грейс, что приводит ее к обнаружению камер видеонаблюдения, которые Кевин купил для установки в заброшенном доме, который оказался ее старым домом в Неваде. Приходит Джимми и рассказывает, что он является отцом Джун, Джеймсом, которого Джун считала умершим от опухоли мозга, когда она была ребенком. Джеймс утверждает, что Грейс была эмоционально неуравновешенной и забрала у него Джун после того, как его арестовали по ложным обвинениям. Когда он случайно признается, что находился в той же тюрьме примерно в то же время, когда Кевин был заключен в тюрьму, Джун понимает, что Джеймс и Кевин спланировали всю эту операцию. Выясняется, что Джеймс был наркоманом, и его поведение подвергало опасности семью, и Грейс сказала Джун, что он умер от рака, чтобы защитить ее. Джеймс хотел отомстить, заручившись поддержкой Кевина, с которым он познакомился в тюрьме, чтобы тот выдал себя за потенциального друга, чтобы он мог найти Грейс и Джун.
Джеймс похищает Джун и отвозит ее в заброшенный дом, где также содержится Грейс. Когда Грейс узнает, что Джеймс забрал Джун, она пытается сбежать, но ее ранят. Джеймс пытается уйти с Джун, но Грейс смертельно ранит его в шею осколком стекла. Джеймс снова запирает их в комнате и пытается найти ближайшую больницу на своем компьютере, но умирает. Джун, понимая, что Джеймс не выключал ее ноутбук во время похищения, использует аудиосигнал с камер видеонаблюдения, чтобы сказать Siri позвонить в службу спасения 911. Год спустя становится известно, что Грейс выжила после огнестрельного ранения, а Джун учится в колледже. Их история была адаптирована в криминальном шоу Unfiction, и Грейс начала дружить с Хавьером после того, как Джун познакомила их. Джун пишет своей матери, что любит ее, и Грейс отвечает, что тоже любит ее.

## В ролях
- Сторми Рид в роли Джун Аллен
- Жоаким ди Алмейда в роли Хавьера Рамоса
- Кен Люн в роли Кевина Лина
- Эми Ландекер в роли Хизер Дамор
- Меган Сури в роли Веены
- Тим Гриффин в роли Джеймса Уолкера
- Дэниел Хенни в роли агента Элайджа Парка
- Ниа Лонг в роли Грейс Аллен

## Критика

### Сборы
Фильм при бюджете около 7 миллионов долларов, смог собрать 48,7 миллионов долларов.

### Критика
На Rotten Tomatoes фильм имеет 88% рейтинг «свежести» на основе 147 рецензий критиков.